# Віктор Люшніг
Віктор Люшніг (нім. Viktor Luschnig; 29 липня 1895, Галіціен — 16 лютого 1972, Штайндорф-ам-Оссіахер-Зе) — австро-угорський, австрійський і німецький офіцер, генерал-майор вермахту. Кавалер Німецького хреста в золоті.

## Біографія
15 жовтня 1914 року вступив у 7-й саперний батальйон. Учасник Першої світової війни, після закінчення якої продовжив службу в австрійській армії. Після аншлюсу 15 березня 1938 року автоматично перейшов у вермахт. З 10 листопада 1938 року — командир 86-го інженерного батальйону, з 5 січня 1941 року — 511-го інженерного полку. З 27 березня по 25 квітня 1943 року — керівник інженерних частин 4-ї, з 25 жовтня 1943 року — 1-ї танкової армії. З 14 жовтня 1944 року — вищий керівник інженерних частин особливого призначення 106.

## Звання
- Оберстлейтенант (1 лютого 1939)
- Оберст (1 лютого 1941)
- Генерал-майор (30 січня 1945)

## Нагороди
- 2 срібні і бронзова медаль «За військові заслуги» (Австро-Угорщина) з мечами
- Хрест «За військові заслуги» (Австро-Угорщина) 3-го класу з військовою відзнакою і мечами
- Орден Залізної Корони 3-го класу з військовою відзнакою і мечами
- Військовий Хрест Карла
- Загальний і особливий хрест «За відвагу» (Каринтія)
- Пам'ятна військова медаль (Австрія) з мечами
- Срібний знак «За заслуги перед Австрійською Республікою»
- Хрест «За військові заслуги» (Австрія) 3-го класу (11 грудня 1935)
- Почесний хрест ветерана війни з мечами
- Медаль «За вислугу років у Вермахті» 4-го, 3-го, 2-го і 1-го класу (25 років)
- Залізний хрест 2-го і 1-го класу
- Німецький хрест в золоті (18 травня 1942)